# Bryodesma dregei
Bryodesma dregei là một loài dương xỉ trong họ Selaginellaceae. Loài này được C. Presl Soják mô tả khoa học đầu tiên năm 1992.